# South Perrott
South Perrott est une paroisse civile et un village du Dorset, en Angleterre.